# چپیتس (استان اشوی‌داشکسیه)
چپیتس (به لهستانی: Czepiec) یک منطقهٔ مسکونی در لهستان است که در گمینا سنجشوو واقع شده‌است. چپیتس ۱۴۰ نفر جمعیت دارد.